# San Hipólito Xochiltenango
San Hipólito Xochiltenango es una localidad del estado mexicano de Puebla. Es parte del municipio de Tepeaca.

## Toponimia
El nombre «San Hipólito» hace referencia al santo patrono de la localidad: Hipólito de Roma. El nombre «Xochiltenango» proviene de los términos en náhuatl Xochitl, flor; Tenamitl, muro; co, locativo. Su significado es «en el muro de flores».

## Demografía
| Gráfica de evolución demográfica |
|                                  |

| Censo | Población |
| ----- | --------- |
| 1900  | 745       |
| 1910  | 752       |
| 1921  | 743       |
| 1930  | 895       |
| 1940  | 1 060     |
| 1950  | 1 338     |
| 1960  | 1 709     |
| 1970  | 2 035     |
| 1980  | 2 808     |
| 1990  | 4 797     |
| 1995  | 7 215     |
| 2000  | 7 663     |
| 2005  | 7 987     |
| 2010  | 8 999     |
| 2020  | 10 624    |